# Joanna Senyszyn

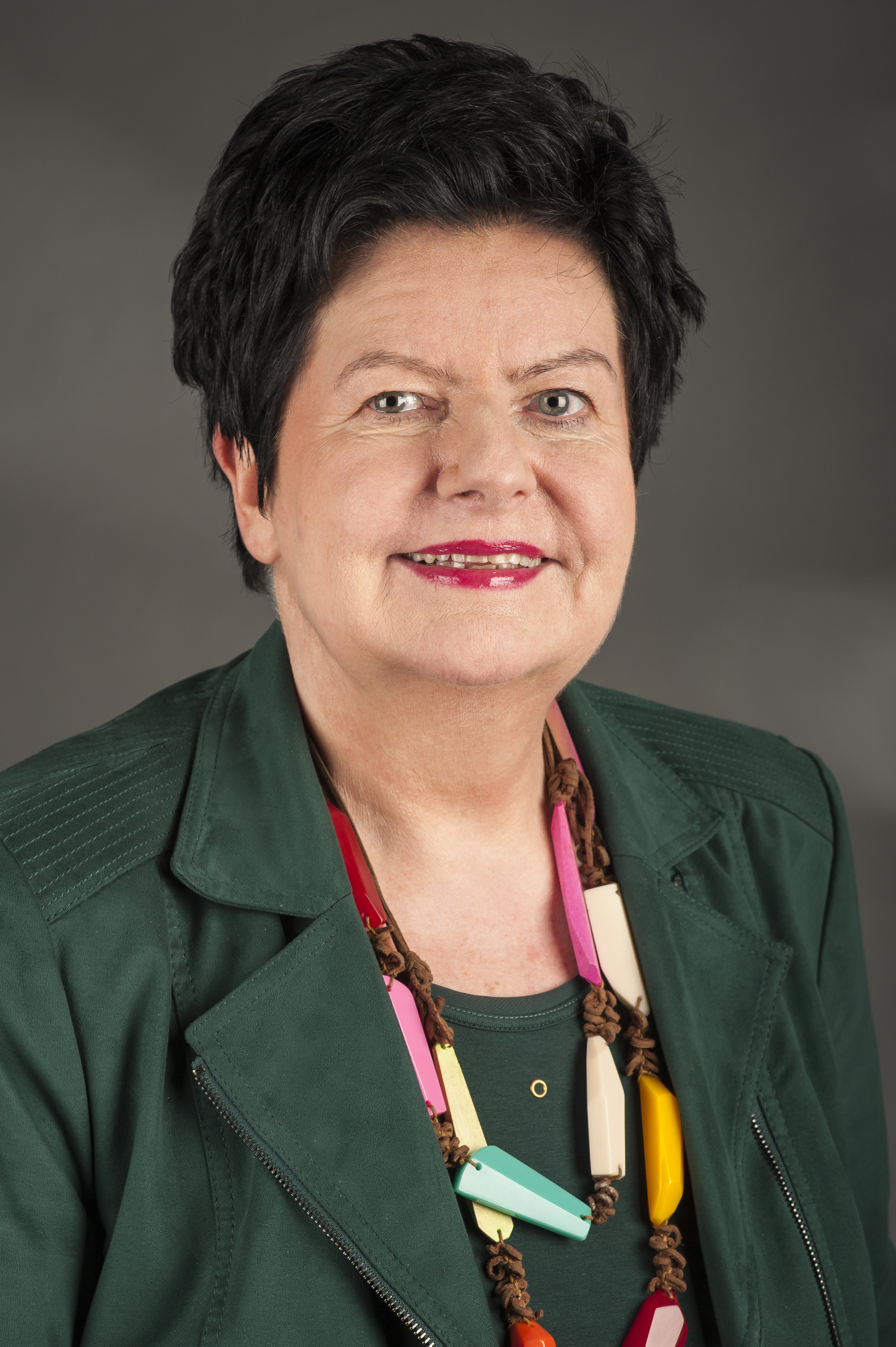
Joanna Senyszyn (2014)

Joanna Senyszyn (* 1. Februar 1949 in Gdynia als Joanna Raulin) ist eine polnische Politikerin (SLD, PPS), Journalistin und emeritierte Professorin für Wirtschaftswissenschaften. Sie war von 2001 bis 2009 und von 2019 bis 2023 Abgeordnete des Sejm in der IV., V., VI. und IX. Wahlperiode, von 2009 bis 2014 gehörte sie dem Europaparlament an. Sie war stellvertretende Parteivorsitzende des SLD und gilt als scharfe Kritikerin des Katholizismus. Sie nahm am ersten Wahlgang der Präsidentschaftswahlen im Mai 2025 teil.

## Wissenschaftliche Tätigkeit
Joanna Senyszyn schloss das Studium der Wirtschaftswissenschaften an der Universität Danzig ab. 1977 wurde sie dort promoviert und 1992 habilitierte sie sich mit der Arbeit „Konsumpcja żywności w świetle potrzeb i uwarunkowań“. Sie war in den Jahren 1994 bis 1995 die erste Rektorin der Hochschule für Verwaltung und Ökonomie in Gdynia. Von 1996 bis 2002 war sie Dekanin der Fakultät für Management der Universität Danzig. Von 1999 bis 2019 leitete sie den Lehrstuhl für Marktstudien an der Fakultät für Gesellschaftswissenschaften der Universität Danzig.
Sie ist Autorin von vier Büchern und über 150 Publikationen im Bereich Marketing, Lebensstandard und Konsumption. Sie betreute 500 Magisterarbeiten und fünf Doktorarbeiten (Stand 2007).
Sie veröffentlichte eine Kolumne in der antiklerikalen Wochenzeitung Fakty i Mity unter dem Titel Katedra Profesor Joanny S. Im Jahr 2006 erhielt sie den Lustro-Preis der Zuschauer der Sendung Szkło kontaktowe im Fernsehsender TVN24. Seit Mai 2025 moderiert sie auf RMF FM die Sendung „ak żyć, być i kochać w XXI wieku“.

## Politische Tätigkeit

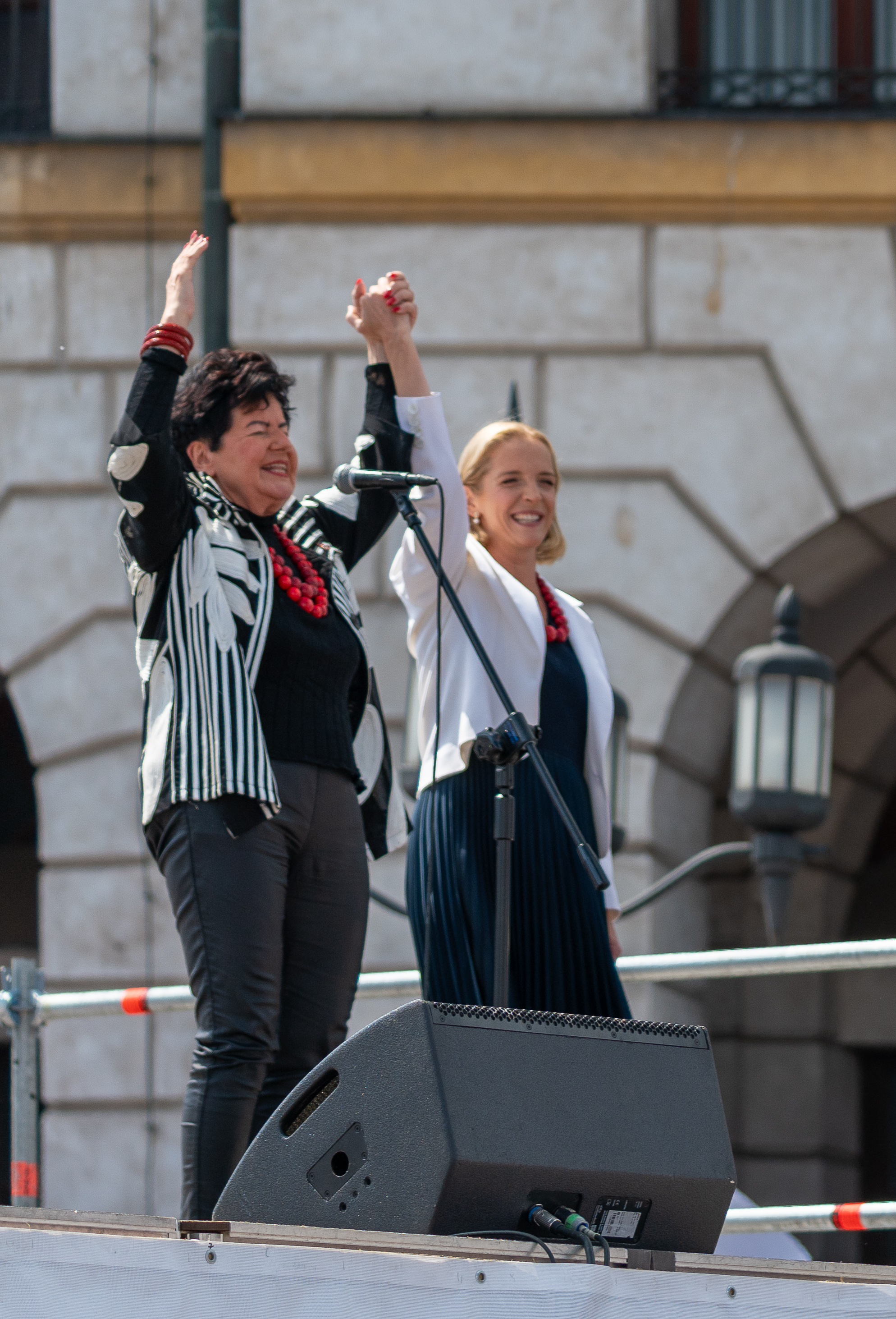
Joanna Senyszyn (links) während des Großen Marsches der Patrioten in Warschau (2025)

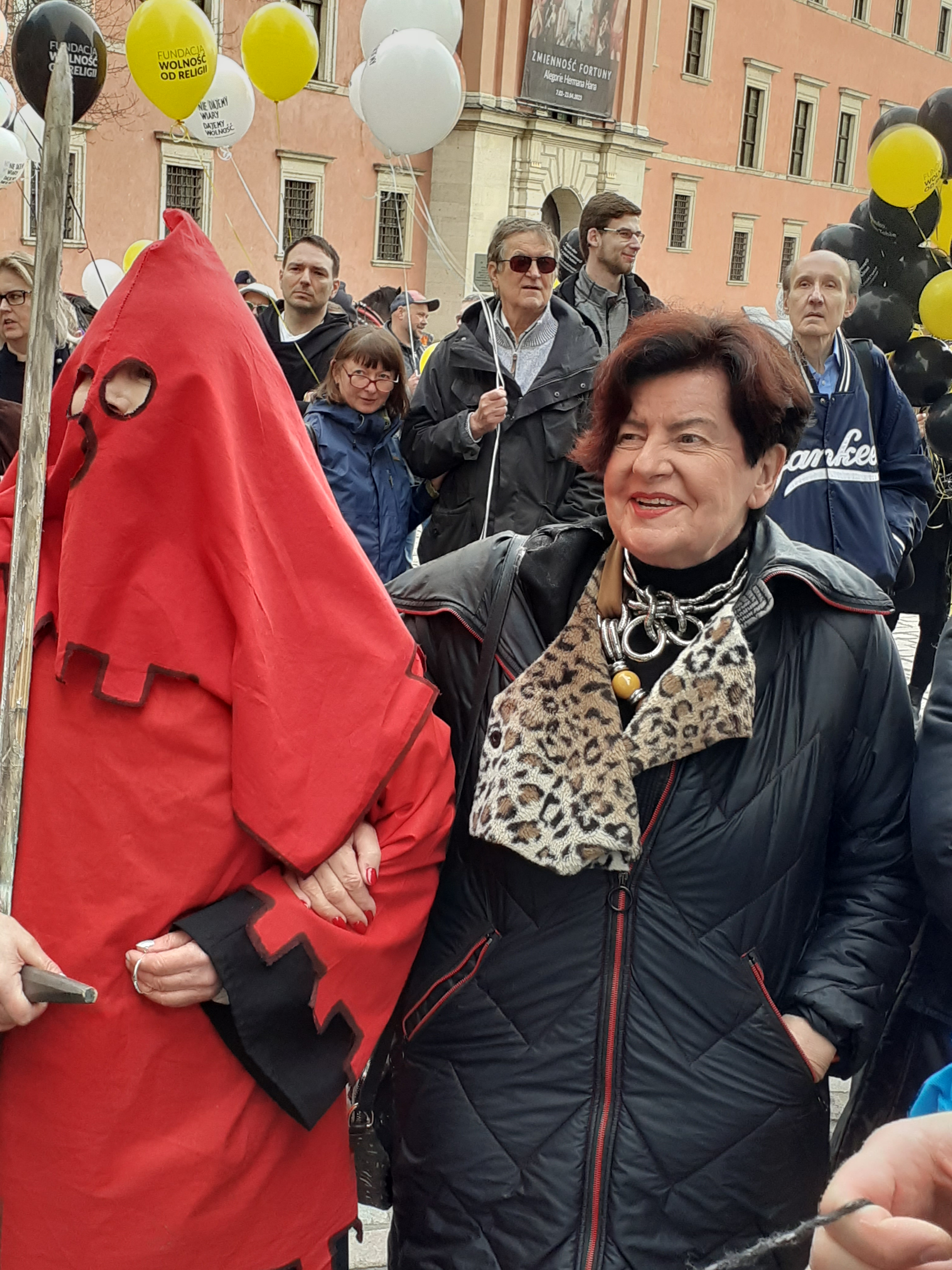
Joanna Senyszyn während des Marsches der Atheisten in Warschau (2023).

Seit den 1970er Jahren war sie bis zur Selbstauflösung Mitglied der kommunistischen Polnischen Vereinigten Arbeiterpartei (PZPR). Im Jahr 1980 trat sie in die unabhängige Gewerkschaft Solidarność ein und war dereen Mitglied bis 1995. Bei den Selbstverwaltungswahlen 1994 kandidierte sie für die lokale Liste „Nasza Gdynia“ erfolglos zum Stadtrat ihrer Heimatstadt. Bei den Selbstverwaltungswahlen 1998 wurde sie hingegen für den Sojusz Lewicy Demokratycznej (SLD) in den Sejmik der neu gebildeten Woiwodschaft Pommern gewählt.
Bei der Parlamentswahl 2001 wurde sie als Mitglied des SLD über die Liste des Wahlbündnisses aus SLD und Unia Pracy in den Sejm gewählt. Bei der Europawahl 2004 kandidierte sie für dasselbe Bündnis erfolglos für das Europäische Parlament, da die SLD-UP-Liste im Wahlkreis Pommern kein Mandat erhielt. Von Juni 2005 bis Juni 2008 war sie stellvertretende Vorsitzende des SLD. 2005 wurde sie für die SLD erneut in den Sejm gewählt. Bei den Sejmwahlen von 2007 wurde sie für das Wahlbündnis Lewica i Demokraci, an dem sich die SLD dieses Mal beteiligt hatte, zum dritten Mal Abgeordnete. Sie erhielt dabei in ihrem Wahlkreis Gdynia 25.193 Stimmen. In der 5. und 6. Wahlperiode des Sejm war sie stellvertretende Vorsitzende der polnisch-taiwanischen Parlamentariergruppe. Darüber hinaus war sie Mitglied der Sejm-Kommission für die Verbindung mit den Auslandspolen. Neben ihrer Mitgliedschaft in der SLD war sie zudem Ehrenmitglied der RACJA Polskiej Lewicy.
Bei der Europawahl 2009 wurde sie in das Europäische Parlament gewählt. Damit endete am 10. Juni 2009 ihre Mitgliedschaft im Sejm. 2011 kandidierte sie erfolglos für den SLD-Vorsitz, wurde aber bis 2016 erneut stellvertretende Vorsitzende der Partei. Bei der Europawahl 2014 verlor sie ihr Mandat. Auch bei der Parlamentswahl 2015 erhielt sie kein Mandat, da das Bündnis Zjednoczona Lewica, an dem sich der SLD diesmal beteiligt hatte, an der für Wahlbündnisse geltenden 8-%-Hürde scheiterte. Bei den Selbstverwaltungswahlen 2018 kandidierte sie vergeblich zum pommerschen Woiwodschaftssejmik. Nach diesen Misserfolgen gelang ihr für die SLD bei der Parlamentswahl 2019 dann die Rückkehr in den Sejm. Nach der Fusion von SLD und Wiosna zur Nowa Lewica verließ sie sowohl die SLD als auch die Lewica-Fraktion und schloss sich der Polnischen Sozialistischen Partei (PPS) an. Im August 2023 verließ sie die PPS jedoch bereits wieder. Bei der Parlamentswahl 2023 kandidierte sie nicht erneut.
Nach dem Ende der Allianz von Nowa Lewica und Lewica Razem im Herbst 2024 trat sie als vehemente Gegnerin des NL-Vorsitzenden Włodzimierz Czarzasty in Erscheinung und bemühte sich um eine Wiederbelebung des politischen Erbes des postkommunistischen SLD; daher trat sie auch bei der Präsidentschaftswahl 2025 an. Mit 1,1 % der Stimmen schied sie bereits im ersten Wahlgang aus. Vor dem zweiten Wahlgang unterstützte sie die Wahl von Rafał Trzaskowski, dem Kandidaten der Koalicja Obywatelska.

## Gesellschaftliche Tätigkeit
Joanna Senyszyn war häufig Initiatorin verschiedener Aktionen, die Toleranz und Gleichberechtigung zum Ziel haben.
Sie ist im Vorstand der European Parliament Platform for Secularism in Politics (EPPSP). Sie ist bekannt für ihren Einsatz für die Rechte der Frauen und hat zusammen mit anderen Politikern das Gesetzgebungsprojekt für selbstbestimmte Elternschaft initiiert. Seit 30 Jahren ist sie Mitglied im polnischen Tierschutzbund.

## Ehrungen
- 1994 Goldenes Verdienstkreuz der Republik Polen[28]